# Arve (flod)
 For alternative betydninger, se Arve. (Se også artikler, som begynder med Arve)
Arve er en 108 km lang flod i det sydøstlige Frankrig i departementet Haute-Savoie. Arve udspringer tæt ved toppen af bjerget Col de Balme øverst i Arve-dalen. Floden Arve giver navn til Arve-dalen.
Floden har sit udspring i De grajiske Alper, nær den schweiziske grænse, og får sit vand fra de mange isbræer i Arve-dalen (hovedsageligt gletsjeren Mer de Glace). Gennem Arve-dalen og videre nede i terrænet er der adskillige vandløb, der løber ind i Arve. Lavest i Arves løb, løber den nordvestover og i Geneve fortsætter den ud i Rhône, kort efter denne har forladt Genevesøen. Arve er første franske biflod til Rhône.

## Gennemløb
Arve løber bl.a. gennem byerne: Argentiére, Chamonix, Sallanches, Cluses, Bonneville, Annemasse og Geneve. I floden kan der findes meget små forekomster af guld.
- Arve i Montroc
- Arve i Chamonix
- Arve i Cluses
- Arve ved Pont de Zone
- Arve (til højre) munder ud i Rhône i Geneve i Schweiz.

## Bifloder og tilløb til Arve
Arve har over 50 bifloder og tilløb.
Det er blandt andet:
- Le Bisme[10][11]
- L'Arveyron[12][13]
- Le Bon Nant[14][15]
- L'Ugine[16][17]
- La Sallanche[18]
- L'Arpenaz[19][20]
- Le Foron du Reposoir[21][22]
- Le Giffre[23][24]
- Le Bronze[25][26]
- Le Borne[27][28]
- La Menoge[29][30]
- Torrent de Lognan[31]
- Le Souay[32]
- Nant Noir[33]
- Nant Bordon[34]

- Bifloden Le Bon Nant
- Bifloden La Sallanche
- Bifloden Le Foron
- Bifloden Le Giffre
- Bifloden Le Bronze
- Bifloden La Menoge